# スンモンテ
スンモンテ（伊: Summonte）は、イタリア共和国カンパニア州アヴェッリーノ県にある、人口約1,600人の基礎自治体（コムーネ）。

## 地理

### 位置・広がり

#### 隣接コムーネ
隣接するコムーネは以下の通り。括弧内のBNはベネヴェント県所属を示す。
- アヴェッリーノ
- カプリリーア・イルピーナ
- メルコリアーノ
- オスペダレット・ダルピーノロ
- パンナラーノ (BN)
- ピエトラストルニーナ
- クアドレッレ
- サンタンジェロ・ア・スカーラ
- シリニャーノ
- スペローネ